# بعد الوداع (فلم)
بعد الوداع هو فيلم مصري عرض عام 1953، بطولة فاتن حمامة وعماد حمدي، ومن إخراج أحمد ضياء الدين.

## قصة الفيلم
يقوم (سليم) الزوج المستغل بتطليق زوجته (أمينة)، وهي حامل، تقرر السفر إلى أهله الأغنياء في العزبة لكي تشكوه، ويقرر زوجان شابان مساعدتها، والسفر معها، يحدث لهم حادث أثناء السفر، تموت (أمينة)، وزوج (نادية)، وتصل لهم (نادية) التي تعتقد أسرة (سليم) أنها زوجة ابنهم، ويعاملونه على ذلك الاعتقاد، يعلم (سليم) بالأمر، ويقوم بابتزاز (نادية)، ومحاولة استغلال الموقف لصالحه.

## طاقم التمثيل
- فاتن حمامة
- عماد حمدي
- فريد شوقي
- زهرة العلا
- فردوس محمد
- زينات صدقي
- سميحة أيوب
- عبد الوارث عسر
- سهير فخري
- عبد الحليم حافظ: (غناء)

## فريق العمل
- إخراج: أحمد ضياء الدين
- سيناريو وحوار: محمد كامل حسن المحامي
- مدير التصوير: عبد الحليم نصر
- إنتاج: أفلام شارل نحاس
- توزيع: أفلام الهلال